# استپا
استپا (به اسپانیایی: Estepa) یک دهستان در اسپانیا است که در سبیا واقع شده‌است. استپا ۲۰۲٫۴۲ کیلومتر مربع مساحت و ۱۲٬۵۴۷ نفر جمعیت دارد و ۶۰۴ متر بالاتر از سطح دریا واقع شده‌است.